# Kanonbåden Schrødersee
Kanonbåden Schrødersee var et dansk krigsskib, søsat 1859 og taget i brug i 1860. Var oprindeligt tiltænkt navnet Skruekanonbåd nr. 2. Skibet blev bygget på Orlogsværftet. Sammen med fem tilsvarende kanonbåde omtales skibene som Thura-klassen. Schrødersee gjorde tjeneste som kanonbåd til 1885 og derefter som opmålingsfartøj til 1894. Skibet var opkaldt efter kaptajn Johan Christian Schrødersee, der faldt i slaget på Reden i 1801.

## Konstruktion
Thura-klassen var ret simple konstruktioner - udfordringen i dem var, at Orlogsværftet for første gang skulle bygge skibe af jern. Foruden dampmaskineriet var de to master forsynet med rigning, så der kunne suppleres med sejl. Skibets to kanoner var anbragt i hver sin udbygning ("svalerede") foran skorstenen, og der var tale om 30-punds glatløbet skyts med kanonvægt på 50 centner og kaliber 16,2 cm L/18. I 1868 blev kanonerne udskiftet med riflede 24-punds (15,4 cm), stadig med kanonvægt 50 centner. De nye kanoner var langt mere træfsikre. I midten af 1870'erne blev de svære kanoner suppleret med to 9 cm (4 punds) riflede forladere, der både kunne bruges til signalgivning og til forsvar mod mindre skibe.

## Tjeneste
Schrødersee var udrustet under den 2. slesvigske krig og gjorde blandt andet tjeneste i Lillebælt og Vejle Fjord. Det ankom til Lillebælt 18. marts 1864 og deltog i bevogtningen af farvandet ud for Fyn, for at afvise preussiske landgangsforsøg. 